# Edmund Koźbiał
Edmund Koźbiał (ur. 21 lipca 1927 w Sosnowcu, zm. 8 kwietnia 2013 w Bydgoszczy) – pułkownik pilot Sił Zbrojnych Polskiej Rzeczypospolitej Ludowej, szef Wojsk Lotniczych Dowództwa Wojsk Obrony Powietrznej Kraju.

## Życiorys
W latach 1948–1950 słuchacz Oficerskiej Szkoły Lotniczej w Dęblinie, którą ukończył we wrześniu 1950 w stopniu chorążego. Szkolenie podstawowe przeszedł na samolocie UT-2. Równocześnie uzupełnił wykształcenie średnie w liceum ogólnokształcącym. Ukończył również kurs instruktorski i w latach 1950-1951 szkolił podchorążych w OSL. W lipcu 1951 roku został dowódcą klucza lotniczego w szkolnej eskadrze lotniczej. W latach 1953–1956 studiował w Akademii Sztabu Generalnego WP w Rembertowie otrzymując dyplom oficera dyplomowanego. Po ukończeniu akademii został skierowany do 39 Pułku Lotnictwa Myśliwskiego w Mierzęcicach, gdzie był kolejno nawigatorem eskadry (1956-1958), zastępcą dowódcy eskadry (1958-1959), dowódcą eskadry lotniczej (1959). W latach 1959–1961 był zastępcą dowódcy, a od stycznia 1961 do stycznia 1967 dowódcą 13 Pułku Lotnictwa Myśliwskiego w Łęczycy. Pułk ten podlegał 1 Korpusowi Obrony Powietrznej Kraju. W latach 1967–1974 był szefem Wojsk Lotniczych w Dowództwie 2 Korpusu Obrony Powietrznej Kraju w Bydgoszczy. Ukończył Podyplomowe Studia Operacyjno-Strategiczne w Akademii Sztabu Generalnego WP. W latach 1974–1978 był oddelegowany do Zjednoczonego Dowództwa Państw-Stron Układu Warszawskiego w Moskwie, gdzie pracował jako oficer kierunkowy. Następnie był zastępcą szefa Wojsk Lotniczych (1978-1984) oraz szefem Wojsk Lotniczych Dowództwa Wojsk Obrony Powietrznej Kraju w Warszawie. Na emeryturę przeszedł w sierpniu 1989 roku.
Pilot wojskowy I klasy. Wykonywał loty na 11 typach samolotów spędzając w powietrzu 2951 godzin.

## Odznaczenia
- Krzyż Oficerski Orderu Odrodzenia Polski (1983)
- Krzyż Kawalerski Orderu Odrodzenia Polski (1967)
- Złoty Krzyż Zasługi (1962)
- Złoty Medal „Siły Zbrojne w Służbie Ojczyzny”
- Srebrny Medal „Siły Zbrojne w Służbie Ojczyzny”
- Brązowy Medal „Siły Zbrojne w Służbie Ojczyzny”
- Złoty Medal „Za zasługi dla obronności kraju”
- Srebrny Medal „Za zasługi dla obronności kraju”
- Brązowy Medal „Za zasługi dla obronności kraju”
- inne medale i odznaczenia

## Źródła
- Zenon Matysiak, W szeregu lotniczych pokoleń. Dzieje podchorążych XXII promocji Oficerskiej Szkoły Lotniczej w Dęblinie 1948-1950, Zespół Wydawniczy Wojsk Lotniczych i Obrony Powietrznej, Poznań 1998, str. 223-224
- Józef Zieliński, Dowódcy Pułków Lotnictwa Polskiego 1921-2012, Wydawnictwo Bellona, Warszawa 2015, str. 205-206